# آدریان (مینه‌سوتا)
آدریان، مینه‌سوتا (به انگلیسی: Adrian, Minnesota) یک شهر در ایالات متحده آمریکا است که در مینه‌سوتا واقع شده‌است.

## خصوصیات
آدریان ۲٫۸۷ کیلومترمربع مساحت و ۱٬۲۰۹ نفر جمعیت دارد و ۴۷۶ متر بالاتر از سطح دریا واقع شده‌است.